# Nikolaus Ludwig von Zinzendorf
Nikolaus Ludwig von Zinzendorf (født 26. maj 1700, død 9. maj 1760) var en tysk greve, embedsmand og pietistisk teolog. Han var regeringsråd i Dresden og stiftede den fornyede Brødremenighed, den Herrnhutiske Brødremenighed, og var fra 1722 Brødremenighedens biskop, organisator, chefideolog og leder i Herrnhut.

## Baggrund
Zinzendorf blev født i Dresden og var søn af kurfyrstelig kabinetsminister Georg Ludwig Reichsgraf von Zinzendorf og Pottendorf (1662-1700) og Charlotte Justine von Gersdorff (1675-1763). Zinzendorfs far døde tidligt, og Zinzendorf boede derfor hos sin fromme bedstemor, Henriette Katharina von Gersdorff, født von Friesen i Großhennersdorf i Oberlausitz. Han gik fra 1710 til 1715 i den første af de franckeske stiftelser i Halle, hvor han blev præget dybt af pietismen. August Hermann Francke havde stor personlig indflydelse på ham.
Fra 1716 til 1719 studerede Zinzendorf retsvidenskab på Wittenberg Universitet. Han og Friedrich von Wattevill stiftede i 1710 Sennepskorn-Ordenen (Sammlung von Liebhabern Jesu = Forening af elskere af Jesus). Fra 1719 til 1720 foretog han en dannelsesrejse til Holland og Frankrig. Der blev han ven med medlemmer af andre trosretninger. Oplevelsen af den jansenistiske kristendoms konfrontation med katolicismen ﬁk Zinzendorf til at udvikle tanken om en „hjertets religion“, som kunne være en samlende overbygning for alle kristne kirkesamfund. 
Efter rejserne blev han hof- og justitsråd i Dresden. Han begyndte at holde kristne forsamlinger i sit hjem, blev gift med Erdmuth Dorothea von Reuss-Ebersdorf og købte i 1722 godset Berthelsdorf.

## Brødremenigheden
Zinzendorf mødte i 1722 tømreren og pietisten Christian David, der fortalte om de hussitiske flygtninges vanskelige trosvilkår. Zinzendorf tilbød dem en plads ledet af Christian David i skoven ved Hutbjerget i Sachsen. Snart voksede en lille by frem. Lederne af Sachsen betragtede Zinzendorfs aktiviteter som politiseren, han blev landsforvist, og hans møder i Dresden blev forbudt.
I 1727 opstod der stridigheder blandt brødrene. Brødremenigheden skabte en fast organisation og valgte Zinzendorf som deres leder. Der ud over valgtes fire overældste og 12 ældste. Zinzendorf blev præst i Herrnhut i 1734 og biskop 1737. Han var meget optaget af Jesus og Jesu blod. Han afgjorde tvivlstilfælde ved lodkastning og mente at gennemføre Jesu vilje.
Zinzendorf var halvfætter til moderen til kronprinsesse Sophie Magdalene af Danmark. Ved kroningen af kronprinseparret i 1731 tog Zinzendorf på eget initiativ til København. Den nye pietistisk inspirerede konge sendte i 1732 tre herrnhutiske missionærer til Grønland.
Han ﬁk Dannebrogordenens storkors – og fik frataget det igen, da hans ideer om brødrekoloni og universitet i Slesvig blev kongen for meget.
Da han faldt i unåde, rejste han til de Vestindiske øer og Nordamerika. Da han måtte vende tilbage til Sachsen, slog han sig ned i Hernnhaag, en ny herrnhutby. 
Hans første kone, med hvem han fik 12 børn, døde i 1754, og året efter giftede han sig med Anna Nitschmann. Zinzendorf døde den 9. maj 1760.
Grev Zinzendorfs Plads i Christiansfeld er ligesom tilsvarende pladser i andre Herrnhuterbyer opkaldt efter ham.